# Polycarpaea poggei
Polycarpaea poggei är en nejlikväxtart som beskrevs av Pax. Polycarpaea poggei ingår i släktet Polycarpaea och familjen nejlikväxter. Inga underarter finns listade i Catalogue of Life.